# Unión por el Mediterráneo
La Unión por el Mediterráneo (UpM; en árabe: الإتحاد من أجل المتوسط‎ Al-Ittiḥād min ajl al-Mutawassaṭ, en francés: Union pour la Méditerranée, en inglés: Union for the Mediterranean) es una organización intergubernamental formada por un total de 43 Estados miembros de Europa y de la cuenca mediterránea. Forman parte de esta organización los 27 Estados miembros de la Unión Europea, y los 15 países socios mediterráneos del norte de África, Oriente Medio, y sudeste de Europa. Tiene su sede en Barcelona, España en el Palacio Real de Pedralbes. 
La UpM se fundó en julio de 2008 en la Cumbre de París para el Mediterráneo, con el objetivo de reforzar el Partenariado Euromediterráneo (Euromed) creado en 1995 y conocido como Proceso de Barcelona. Tiene como finalidad promover la estabilidad y la integración en toda la región mediterránea. Constituye un foro de debate de cuestiones estratégicas regionales sobre la base de los principios de coapropiación, toma de decisiones conjuntas y responsabilidad compartida entre las dos orillas del Mediterráneo. 
Su objetivo principal es mejorar la integración norte-sur y sur-sur en la región mediterránea para así potenciar el desarrollo socioeconómico de los diferentes países que la componen y asegurar su estabilidad. Mediante sus acciones, la institución se centra en dos pilares básicos: impulsar el desarrollo humano y promover el desarrollo sostenible. Con dicho fin, se dedica a identificar y a apoyar proyectos e iniciativas de carácter regional de diversa envergadura que aprueba tras una decisión consensuada entre los 42 países miembros. Dichos proyectos e iniciativas se centran en seis áreas de actividad siguiendo el mandato de los Estados miembros de la UpM: 
- El desarrollo empresarial
- La educación superior y la investigación
- Los asuntos sociales y civiles
- La energía y la acción por el clima
- El transporte y el desarrollo urbano
- El agua y el medio ambiente

## Historia

### Lanzamiento de la Unión por el Mediterráneo

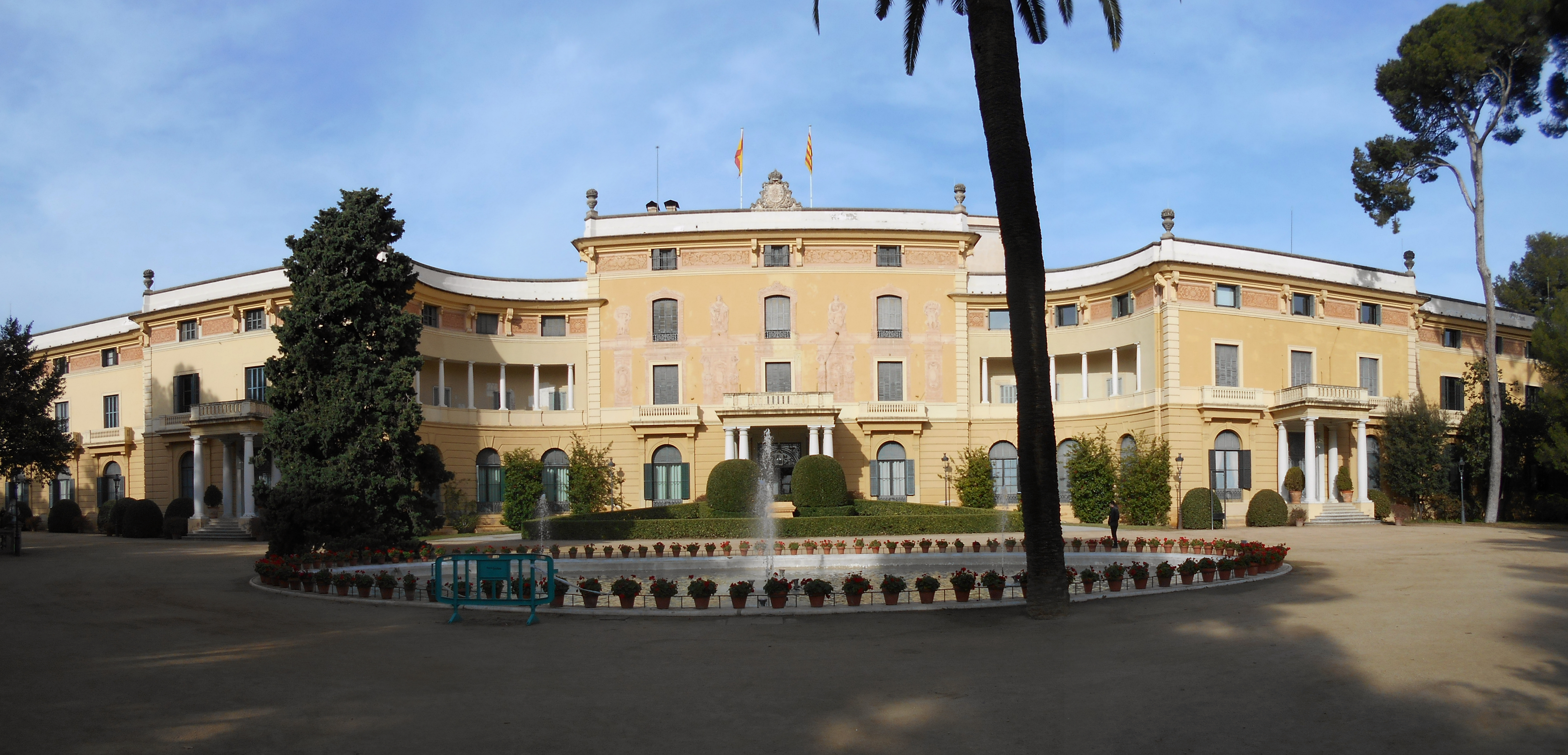
El Palacio Real de Pedralbes en Barcelona (España), sede de la Unión por el Mediterráneo.

En la Cumbre de París para el Mediterráneo (celebrada el 13 de julio de 2008), los 43 jefes de Estado y de Gobierno de la región euromediterránea acordaron lanzar el Proceso de Barcelona: Unión por el Mediterráneo. Se presentó como una nueva fase del Partenariado Euromediterráneo con nuevos miembros y una mejor arquitectura institucional destinada a "mejorar las relaciones multilaterales y la coapropiación del proceso, fijar una gobernanza basada en la igualdad y que se traduzca en proyectos concretos que resulten más visibles para la ciudadanía. Ahora es el momento de dar un impulso nuevo y continuado al Proceso de Barcelona. Se necesita un mayor compromiso y un nuevo elemento catalizador para convertir los objetivos de la Declaración de Barcelona en resultados tangibles".
La Cumbre de París fue considerada un éxito diplomático para Nicolas Sarkozy. El presidente francés logró reunir en París a todos los jefes de Estado y de Gobierno de los 43 países euromediterráneos, a excepción de los monarcas de Marruecos y Jordania.
En la Conferencia Euromediterránea de Asuntos Exteriores celebrada en Marsella en noviembre de 2008, los ministros asistentes decidieron abreviar la denominación de la iniciativa, que pasó a llamarse "Unión por el Mediterráneo".
El encuentro concluyó con una nueva declaración conjunta que servía de complemento a la Declaración de París definiendo la estructura organizativa y los principios que habrían de sustentar la UpM. Por otra parte, se estableció una copresidencia rotativa que habrían de ostentar conjuntamente un país miembro de la UE y un socio mediterráneo. Francia y Egipto fueron los primeros países en ocupar dicha copresidencia. Asimismo, las normas establecen la presencia de la Liga Árabe en todas las reuniones. Finalmente, se creó un secretariado con un estatus legal aparte y estatutos propios y se estableció la sede en Barcelona.
El hecho de que la Unión por el Mediterráneo se lanzara como una nueva fase del Partenariado Euromediterráneo implica que la Unión acepta y se compromete a mantener el acervo de la Declaración de Barcelona, cuyo objetivo es promover "la paz, la estabilidad y la prosperidad" en el conjunto de la región (Barcelona, 2). Por ello, siguen plenamente vigentes los cuatro capítulos de cooperación del marco del Proceso de Barcelona que fueron desarrollándose a lo largo de 13 años:
- Política y seguridad
- Economía y comercio
- Asuntos socioculturales
- Justicia y asuntos internos Este cuarto capítulo se incluyó con motivo del décimo aniversario de la Cumbre Euromediterránea celebrada en Barcelona en 2005.

El objetivo de establecer una Zona Euromediterránea de Libre Comercio para 2010 (y posteriormente), propuesto inicialmente en la Conferencia de Barcelona de 1995, fue igualmente ratificado por la Cumbre de París de 2008.
Amén de los cuatro capítulos de cooperación mencionados, los 43 ministros de Asuntos Exteriores reunidos en Marsella en noviembre de 2008 identificaron seis proyectos concretos dirigidos a paliar necesidades específicas de la región euromediterránea y a aumentar la visibilidad del Partenariado:
- Descontaminación del Mediterráneo. Este amplio proyecto abarca múltiples iniciativas destinadas a lograr una buena gobernanza en materia de medio ambiente, el acceso al agua potable, la gestión del agua, la reducción de la contaminación y la protección de la biodiversidad mediterránea.[7]
- Autopistas marítimas y terrestres. El objetivo de este proyecto es aumentar y mejorar la circulación de bienes y personas en toda la región euromediterránea, lo cual pasa por la mejora de sus puertos y la construcción de autopistas y ferrocarriles. De forma concreta, las declaraciones de París y Marsella mencionan la construcción de los sistemas transmagrebíes de autopistas y ferrocarriles que conectarían Marruecos, Argelia y Túnez.[7]
- Protección civil. El proyecto en materia de protección civil pretende mejorar la prevención de los desastres tanto naturales como provocados por el ser humano, así como la preparación y la respuesta ante los mismos. El objetivo final es "acercar progresivamente a los países socios del Mediterráneo al Mecanismo Europeo de Protección Civil".[6]
- Energías alternativas: el Plan Solar Mediterráneo. El objetivo de este proyecto es promover la producción y el consumo de energías renovables. En términos más concretos, pretende que los países socios del Mediterráneo se conviertan en productores de energía solar y que dicha energía resultante circule por toda la región euromediterránea.[7] En este sentido, la Unión y la iniciativa industrial Dii firmaron en mayo de 2012 un memorando de entendimiento de cara a una colaboración futura en la que se contemplaba desarrollar las estrategias a largo plazo para el Plan Solar Mediterráneo y el plan "Desert Power 2050". Durante la ratificación del memorando en Marrakech, el Secretariado General de la Unión se refirió a la nueva colaboración como "un paso determinante para la implementación del Plan Solar Mediterráneo.[8]
- Educación superior e investigación: la Universidad Euromediterránea. En junio de 2008, se inauguró en Piran la Universidad Euromediterránea de Eslovenia, con una oferta de estudios de posgrado. Los ministros de Asuntos Exteriores reunidos en Marsella en 2008 también instaron a crear otra universidad euromediterránea en Fez, Marruecos, la que sería la Universidad Euromediterránea de Fez (UEMF).[6] La decisión de seguir adelante con la universidad de Fez se anunció en junio de 2012.[9] En la Cumbre de París de 2008, los 43 jefes de Estado y de Gobierno reunidos acordaron que el objetivo del proyecto sería promover la educación superior y la investigación científica en el Mediterráneo, así como establecer un "espacio euromediterráneo de educación superior, ciencia e investigación" en el futuro.[1]
- La iniciativa de desarrollo empresarial en el Mediterráneo. La finalidad de la iniciativa es impulsar las pequeñas y medianas empresas de los países socios del Mediterráneo "evaluando las necesidades de dichas empresas, definiendo soluciones en materia de políticas, y dotando a estas entidades de recursos en forma de asistencia técnica e instrumentos financieros".[[1]

### 2008-2010: los primeros años
Estado miembro de la Unión Europea     Estado miembro de fuera de la UE     Estado miembro suspendido     Observador

Estados miembros de la Unión por el Mediterráneo
Estado miembro de la Unión Europea
Estado miembro de fuera de la UE
Estado miembro suspendido
Observador

Se acuerda celebrar una cumbre de jefes de Estado y de Gobierno cada dos años con el objetivo de impulsar el diálogo político al más alto nivel. De acuerdo con la Declaración de París:
- dichas cumbres deberían dar como resultado una declaración conjunta en la que se aborde la situación de la región euromediterránea y los retos a los que se enfrenta, se evalúe la labor del Partenariado y se apruebe un programa de trabajo de dos años;[1]
- los ministros de Asuntos Exteriores deberían reunirse con una periodicidad anual para supervisar la implementación de la declaración de cada cumbre y para preparar la agenda de las cumbres siguientes;[1] y
- el país que acogerá cada cumbre se elegirá por consenso y debería alternarse entre los países de la UE y los mediterráneos.[1]

La primera cumbre se celebró en París en julio de 2008. La segunda cumbre debería haberse celebrado en un país no perteneciente a la UE en julio de 2010, pero los países euromediterráneos acordaron que tuviera lugar en Barcelona el 7 de junio del mismo año coincidiendo con la presidencia española de la UE. Ahora bien, el 20 de mayo, la copresidencia formada por Egipto y Francia, junto con España, decidieron posponer la cumbre en un movimiento que, según se afirmó, pretendía ofrecer más tiempo para las conversaciones indirectas entre Israel y la Autoridad Palestina, que se habían iniciado ese mismo mes. Por su parte, los medios de comunicación españoles achacaron la decisión a la amenaza por parte de los países árabes de boicotear la cumbre en el caso de que Avigdor Lieberman, ministro de Asuntos Exteriores de Israel, asistiese a la conferencia de ministros previa a la cumbre.
En el momento de la celebración de la Cumbre de París, ostentaban la copresidencia Egipto y Francia, que a su vez ocupada la presidencia de la Unión Europea. Desde entonces, Francia había estado firmando acuerdos con las distintas presidencias rotativas de la UE (República Checa, Suecia y España) con el objetivo de mantener la copresidencia junto con Egipto. La renovación de la copresidencia estaba prevista para la segunda Cumbre de la Unión por el Mediterráneo. Ahora bien, por haberse postergado la cumbre en dos ocasiones, no se había podido decidir qué países ocuparían la copresidencia.
El conflicto entre Turquía y Chipre fue responsable del retraso a la hora de ratificar los estatutos del Secretariado General, que no se aprobaron hasta marzo de 2010 a pesar de que la Declaración de Marsella fijaba el mes de mayo de 2009 como plazo máximo para que el Secretariado General iniciara sus actividades.[52] En la Cumbre de París, los jefes de Estado y de Gobierno acordaron establecer cinco vicesecretarios generales procedentes de Grecia, Israel, Italia, Malta y la Autoridad Palestina. La voluntad de Turquía de disponer de un vicesecretario general y la negativa de Chipre provocaron negociaciones que llegaron a durar meses hasta que Chipre aprobó finalmente la creación de un sexto vice secretariado general que se acabó asignando a un ciudadano turco.
Por su gravedad, el conflicto árabe-israelí ha sido el que ha afectado en mayor medida a la Unión por el Mediterráneo. A causa del conflicto armado que tuvo lugar de diciembre de 2008 a enero de 2009 entre Israel y Gaza, el conjunto de países árabes rechazaron participar en cualquier reunión de alto nivel, con lo que se bloquearon todas las reuniones ministeriales previstas para el primer semestre de 2009. Por otra parte, la negativa por parte de los ministros de Asuntos Exteriores de los países árabes de reunirse con su homólogo israelí, Avigdor Lieberman, propició que se cancelaran dos reuniones de ministros de Asuntos Exteriores en noviembre de 2009 y junio de 2010. Las reuniones sectoriales de la Unión por el Mediterráneo también se han visto afectadas por las acciones ejercidas por Israel en contra de la población civil palestina bajo la ocupación. En la Reunión Ministerial Euromediterránea sobre Agua, celebrada en abril de 2010 en Barcelona, no se llegó a aprobar la estrategia sobre el agua por una discrepancia de tipo terminológico puesto que no se llegó a un consenso sobre si referirse a los territorios reclamados por palestinos, sirios y libaneses como "territorios ocupados" o bien "territorios bajo ocupación". El mismo conflicto fue el detonante para que se cancelaran otras dos reuniones ministeriales sobre educación superior y agricultura.
Tras el aplazamiento inicial, tanto Francia como España anunciaron su intención de mantener conversaciones de paz entre Israel y la Autoridad Palestina como parte de la cumbre pospuesta y bajo los auspicios de Estados Unidos. En septiembre, el presidente estadounidense Barack Obama fue invitado a la cumbre con este objetivo. Según Nicolas Sarkozy, la cumbre, cuya celebración estaba prevista para el 21 de noviembre de 2010 en Barcelona, representaba "una ocasión para prestar apoyo a las negociaciones".
Sin embargo, a inicios de noviembre de 2010 las conversaciones de paz se estancaron y la copresidencia ostentada por Egipto condicionó la celebración de la cumbre en un gesto por parte de Israel que permitiría que se reanudaran las negociaciones. De acuerdo con algunos expertos, las declaraciones de Benjamin Netanyahu en las que anunciaba la construcción de 300 casas nuevas en Jerusalén del Este deterioraron cualquier posibilidad de acoger la cumbre el 21 de noviembre. El 15 de noviembre, las dos copresidencias, junto con España, decidieron postergarla sine die, aduciendo que el estancamiento del proceso de paz en Oriente Medio impediría una "participación satisfactoria".
Después de ver su labor ralentizada por la situación política y financiera en 2009, la UpM recibió un impulso decisivo en marzo de 2010 con el fin de las negociaciones para establecer el Secretariado General y su inauguración oficial el 4 de marzo de 2010 en el Palacio de Pedralbes de Barcelona, especialmente rehabilitado para celebrarla.
En septiembre de 2010, el embajador de la Unión Europea en Marruecos, Eneko Landaburu, afirmó que "no creía" en la Unión por el Mediterráneo, dado que, en su opinión, la división entre los árabes "no permitía implementar una política interregional sólida", por lo que abogaba por abandonar este proyecto ambicioso constituido por 43 países y centrarse en las relaciones bilaterales.

### 2011 - Actualidad

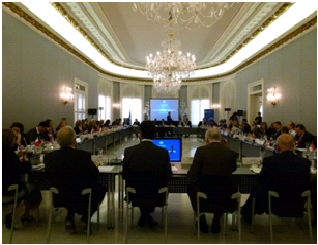
Reunión ministerial sectorial de la UpM en enero de 2016.

El 22 de junio de 2011, la UpM aprobó su primer proyecto, consistente en la creación de una planta de desalinización de agua marina en Gaza.
En 2012, la UpM disponía de un total de 13 proyectos aprobados por sus 43 países miembros en las áreas sectoriales del transporte, la educación, el agua y el desarrollo empresarial.
En enero de 2012, el secretario general, Youssef Amrani, fue nombrado ministro delegado del Ministerio de Asuntos Exteriores y Cooperación del Gobierno de Benkirane, por lo que fue sustituido en el cargo por el diplomático marroquí Fathallah Sijilmassi.
En 2013, la Unión por el Mediterráneo lanzó sus primeros proyectos:
- 30 de abril: Mujeres jóvenes creadoras de empleo[24]
- 28 de mayo: Gobernabilidad y Financiamiento del Agua en el área mediterránea[25]
- Junio 17: LogismedTA[26]

Entre el 2013 y el 2017, se celebraron doce reuniones ministeriales sectoriales que contaron con la presencia de los ministros de los Estados miembros de la UpM:
- Conferencia Ministerial de la UpM sobre el Fortalecimiento del Papel de la Mujer en la Sociedad – septiembre de 2013[27]

- Conferencia Ministerial de la UpM sobre Transporte – noviembre de 2013[28]
- Conferencia Ministerial de la UpM sobre Energía – diciembre de 2013[29]
- Conferencia Ministerial de la UpM sobre Cooperación Industrial – febrero de 2014[30]
- Conferencia Ministerial sobre Medio Ambiente y Cambio Climático de la UpM – mayo de 2014[31]
- Conferencia Ministerial de la UpM sobre Economía Digital – septiembre de 2014[32]
- Conferencia Ministerial de la UpM sobre Economía Azul – noviembre de 2015[33]
- Reunión Ministerial de la UpM sobre Cooperación y Planificación Regional – junio de 2016[34]
- Reunión Ministerial de la UpM sobre Empleo y Trabajo – septiembre de 2016[35]
- Conferencia Ministerial de la UpM sobre Energía – diciembre de 2016[36]
- Reunión Ministerial de la UpM sobre el Agua – abril de 2017[37]
- Conferencia Ministerial de la UpM sobre Desarrollo Urbano – mayo de 2017[38]
- Conferencia Ministerial de la UpM sobre el Fortalecimiento del Papel de la Mujer en la Sociedad – noviembre de 2017[39]

En 2015, la UpM había aprobado un total de 37 proyectos, 19 de los cuales se encontraban ya en fase de implementación.[AP2] El 18 de noviembre de 2015, la revisión de la Política Europea de Vecindad (PEV), publicada por el Servicio Europeo de Acción Exterior y la Comisión y ratificada por el Consejo Europeo el 14 de diciembre, sitúa la UpM como una fuerte impulsora de la integración y la cooperación regionales.
El 26 de noviembre de 2015, con motivo del vigésimo aniversario de la Declaración de Barcelona, y a instancias de la copresidencia de la UpM, formada por Federica Mogherini, vicepresidenta de la Comisión Europea y alta representante de Política Exterior y de Seguridad Común de la Unión Europea, y Nasser Judeh, ministro de Asuntos Exteriores del Reino de Jordania, tuvo lugar en Barcelona una reunión informal de ministros de Asuntos Exteriores de los países miembros de la UpM con el objetivo de renovar su compromiso político para desarrollar la cooperación regional en el marco de la UpM.
El 14 de diciembre de 2015, la Asamblea General de las Naciones Unidas adoptó la Resolución A/70/124 por la que se otorgaba la condición de observador a la Unión por el Mediterráneo.
En febrero de 2016, el proyecto "Habilidades para el éxito", aprobado por la UpM, finalizó con éxito sus actividades de formación en Jordania y Marruecos con un porcentaje muy alto de inserción laboral. Se calcula que la tasa de inserción entre el número total de participantes que buscaban trabajo en Jordania y Marruecos (115 graduados) fue del 49 % y que el 6 % de ellos iniciaron prácticas en empresas.
El 12 de marzo de 2016, la UpM recibió la prestigiosa Placa de Honor de la Agrupación Española de Fomento Europeo (AEFE) como reconocimiento de su labor por los valores universales y los derechos humanos en la región mediterránea.
El 2 de junio de 2016, la UpM celebró su primera Reunión Ministerial de la Unión por el Mediterráneo sobre Cooperación y Planificación Regional a instancias del comisario de la Unión Europea Johannes Hahn y el ministro de Cooperación y Planificación de Jordania Imad N. Fakhoury. 
Los ministros reconocieron la necesidad de impulsar la integración económica entre los países de la región como una de las estrategias para generar oportunidades para el muy necesario crecimiento inclusivo y la creación de empleo. También destacaron el papel determinante que desempeña la Unión por el Mediterráneo, acogiendo con satisfacción el trabajo realizado por el Secretariado General de la UpM para contribuir a lograr avances en la integración y la cooperación regionales, incluyendo la promoción de proyectos en el conjunto de la región.
Entre los días 18 y 19 de julio de 2016, la UpM participó de forma activa en la MedCOP Clima 2016 como socio institucional de la región de Tánger. La MedCOP Clima 2016 constituyó un foro en el que se presentaron diversos proyectos e iniciativas que, con el apoyo de la UpM, contribuían a formular la agenda mediterránea en materia del clima, la cual incluía crear una red mediterránea de jóvenes que trabajaran en cuestiones relativas al clima, el Comité Regional para la Cooperación en Financiación Climática, lograr una financiación más efectiva para los proyectos climáticos de la región, y lanzar la Universidad UpM de la Energía de Schneider Electric.
Los días 10 y 11 de octubre de 2016, el Secretariado General de la UpM organizó en Barcelona la Tercera Conferencia de Alto Nivel sobre Empoderamiento de la Mujer, como continuación de las ediciones de 2014 y 2015 y como preparación para la Cuarta Conferencia Ministerial de la UpM sobre el Fortalecimiento del Papel de la Mujer en la Sociedad, prevista para finales de 2017. La Conferencia constituyó un foro de diálogo regional en el que los 250 participantes provenientes de más de 30 países recalcaron la necesidad de invertir en la contribución esencial de las mujeres como respuesta a los retos actuales a los que se enfrenta el Mediterráneo.
Por otra parte, se preparó un informe siguiendo el mandato formulado en la Declaración Ministerial de la UpM de París sobre el Fortalecimiento del Papel de la Mujer en la Sociedad, que instaba a "establecer un mecanismo efectivo de seguimiento en tanto que foro euromediterráneo y garantizar un diálogo eficiente sobre políticas relacionadas con las mujeres, así como su integración en la legislación y su implementación".
El 1 de noviembre de 2016, la UpM lanzó de forma oficial el "Programa integrado para la protección del lago de Bizerta frente a la contaminación" en Bizerta, en Túnez. El lanzamiento tuvo lugar en presencia de Youssef Chahed, jefe de Gobierno de Túnez, de Federica Mogherini, alta representante de Asuntos Exteriores y Política de Seguridad de la Unión Europea y vicepresidenta de la Comisión Europea, y de Fathallah Sijilmassi, secretario general de la Unión por el Mediterráneo. El programa, que cuenta con un presupuesto total de más de 90 millones de euros para un periodo de 5 años, contribuirá a limpiar el lago de Bizerta, situado en el norte de Túnez, y a mejorar las condiciones de vida de la población de alrededor del lago, al tiempo que se reducen las fuentes principales de contaminación que afectan a todo el mar Mediterráneo. El proyecto cuenta con el apoyo de diversas instituciones de financiación internacionales, como el Banco Europeo de Inversiones y la Comisión Europea, así como el Banco Europeo de Reconstrucción y Desarrollo.
En noviembre de 2016, el Secretariado General de la UpM adquirió oficialmente la condición de observador en la Convención Marco de las Naciones Unidas sobre el Cambio Climático (CMNUCC) durante la COP22, y participó en ella de forma activa lanzando iniciativas y proyectos regionales específicos con los que lograr los objetivos marcados por el Acuerdo de París en la región euromediterránea.
El 23 de enero de 2017, los Estados miembros de la UpM mostraron un sólido compromiso político en aras de reforzar la cooperación regional en el Mediterráneo al apoyar la Hoja de Ruta para la Acción de la UpM en el segundo Foro Regional de la UpM, que se celebró entre los días 23 y 24 de enero de 2017 en Barcelona bajo el lema "El Mediterráneo en acción: los jóvenes, motor de la estabilidad y el desarrollo".
La hoja de ruta se centra en las siguientes cuatro áreas de acción: 
- Incrementar el diálogo político entre los miembros de la UpM.
- Asegurar que las actividades de la UpM contribuyen a la estabilidad regional y al desarrollo humano.
- Fortalecer la cooperación regional.
- Consolidar la capacidad de acción de la UpM.

El 22 de febrero de 2017, la Agencia Sueca de Cooperación Internacional para el Desarrollo (sida) y el Secretariado General de la UpM firmaron un acuerdo de financiación plurianual por valor de 6,5 millones de euros para apoyar las actividades de la UpM en favor de un desarrollo más sostenible e inclusivo en la región.
El 10 de abril de 2017, los jefes de Estado y de Gobierno de Chipre, Francia, Grecia, Italia, Malta, Portugal y España se reunieron en Madrid en el marco de la tercera Cumbre de los Países del Sur de la Unión Europea, en la que reafirmaron su apoyo a la Unión por el Mediterráneo y resaltaron su "papel central a la hora de consolidar la cooperación regional euromediterránea como expresión de coapropiación en la gestión de nuestra agenda regional común con el objetivo de abordar de forma efectiva y colectiva nuestros retos actuales".
En primavera de 2018, el diplomático egipcio, Nasser Kamel, fue elegido Secretario General. 
El 20 de marzo de 2018, la Comisión Europea y el Gobierno de Palestina, en asociación con la Unión por el Mediterráneo, organizaron una conferencia internacional sobre promesas de contribuciones para consolidar el apoyo financiero para la construcción de una planta de desalinización de gran escala y su infraestructura de suministro de agua asociada en la Franja de Gaza.
Para 2018, la Unión por el Mediterráneo había aprobado más de 50 proyectos de cooperación regional por valor de más de 5300 millones de euros con el apoyo unánime de los 43 Estados miembros. La implementación de dichos proyectos se está acelerando y está empezando a dar resultados positivos sobre el terreno.

## Objetivo y proyectos concretos

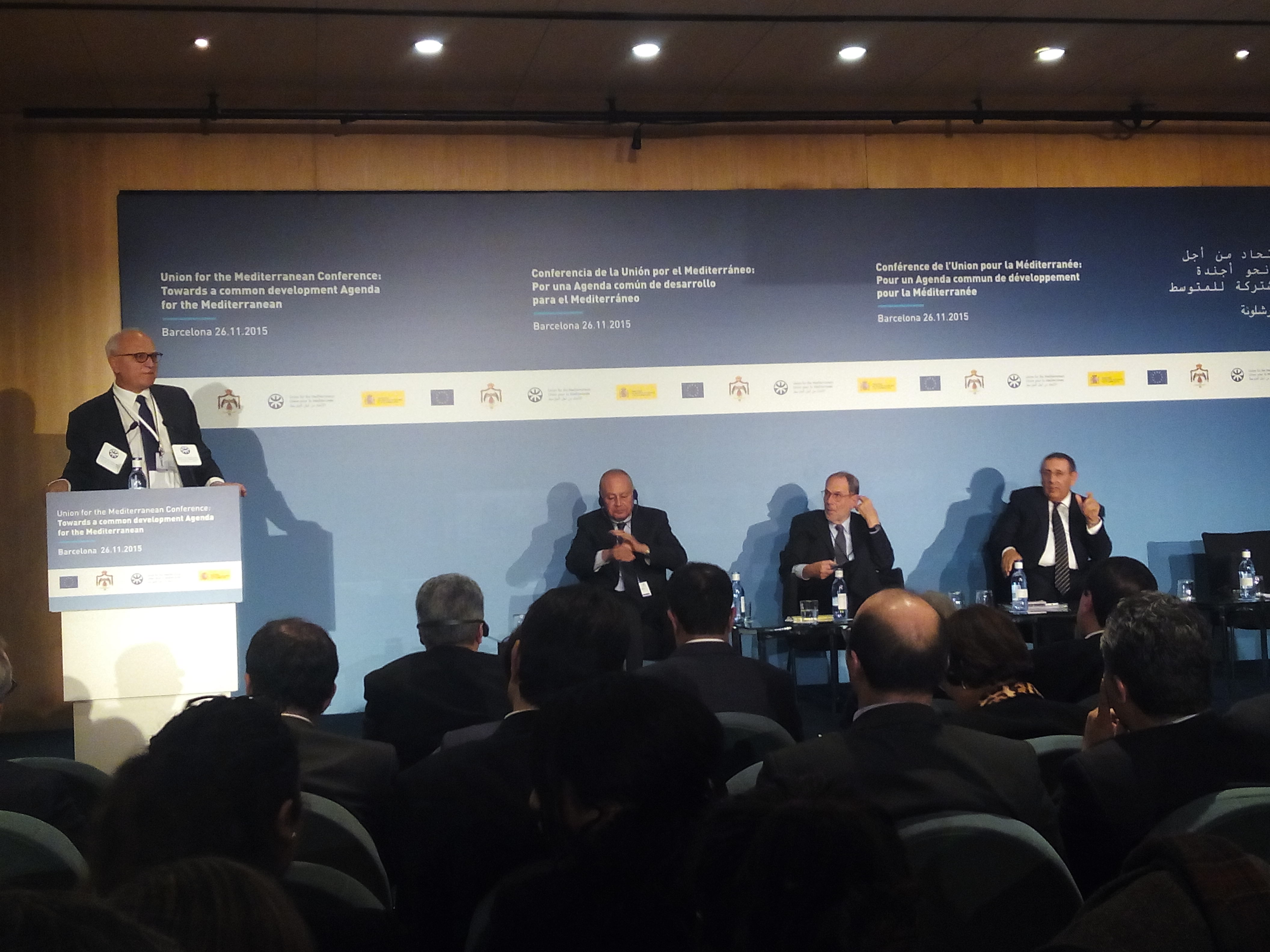
Conferencia de la Unión por el Mediterráneo, «Por una agenda común en desarrollo para el Mediterráneo», en Barcelona en 2015.

El objetivo principal de la Unión por el Mediterráneo consiste en mejorar la cooperación y la integración en la región euromediterránea a través del diálogo regional y la implementación de proyectos concretos y estructurales. Los proyectos respaldados por la UpM se rigen por el principio de la geometría variable, según el cual cada país puede participar en los proyectos aprobados cuando así lo desee.

### Diálogo regional
La UpM sirve de complemento a la labor de carácter bilateral de la Política Europea de Vecindad establecida en 2004 y a las políticas de desarrollo de los Estados miembros de la UpM y ayuda a crear una agenda mediterránea compartida con la que lograr un impacto no solo a nivel de país sino en la integración del conjunto de la región. 
Con sus 42 miembros, la UpM actúa como plataforma central desde la que establecer prioridades regionales y compartir experiencias sobre los principales retos a los que se enfrenta la región.
El Secretariado General de la UpM implementa las decisiones que se toman a nivel político en foros sectoriales de diálogo de carácter regional y subregional, así como actividades de seguimiento, dando así curso a los compromisos ministeriales y promoviendo iniciativas que impulsan la cooperación regional.
Todas las labores en pos de este objetivo se llevan a cabo junto con otras organizaciones y foros de cooperación regional (como la Liga Árabe y la Unión del Magreb Árabe), así como otros foros de cooperación subregional como el Diálogo 5+5, con el que la UpM colabora de forma activa.
Los foros estructurados de diálogo regional han congregado a más de 20 000 actores clave de toda la región mediterránea, entre los que se encuentran parlamentarios y representantes de organizaciones internacionales, ONG, organizaciones de la sociedad civil, instituciones financieras internacionales, agencias de desarrollo, representantes de la industria y del sector privado, universidades y grupos de reflexión.
Desde 2013, bajo la copresidencia de la UE y Jordania, se han celebrado doce reuniones ministeriales sobre sectores clave para la agenda mediterránea: 
- Conferencia Ministerial sobre el Fortalecimiento del Papel de la Mujer en la Sociedad – París, 12 de septiembre de 2013
- Conferencia Ministerial sobre Transporte – Bruselas, 14 de noviembre de 2013
- Conferencia Ministerial sobre Energía – Bruselas, 11 de diciembre de 2013
- Conferencia Ministerial sobre Cooperación Industrial – Bruselas, 19-20 de febrero de 2014
- Conferencia Ministerial sobre Medio Ambiente y Cambio Climático – Atenas, 12-13 de mayo de 2014
- Conferencia Ministerial sobre Economía Digital – Bruselas, 30 de septiembre de 2014
- Conferencia Ministerial sobre Economía Azul – Bruselas, 17 de noviembre de 2015
- Reunión Ministerial sobre Cooperación y Planificación Regional – mar Muerto (Jordania), 2 de junio de 2016
- Reunión Ministerial sobre Empleo y Trabajo – mar Muerto (Jordania), 26 de septiembre de 2016
- Conferencia Ministerial sobre Energía – Roma, 1 de diciembre de 2016
- Reunión Ministerial sobre el Agua – Valetta (Malta), 27 de abril de 2017
- Conferencia Ministerial sobre Desarrollo Urbano – El Cairo, 22 de mayo de 2017
- Conferencia Ministerial de la UpM sobre el Fortalecimiento del Papel de la Mujer en la Sociedad – 27 de noviembre de 2017
- Conferencia Ministerial sobre Comercio - 19 de marzo de 2018

En marzo de 2015, las conclusiones finales de la Conferencia sobre Política Exterior y de Seguridad Común y la Política Común de Seguridad y Defensa describían a la UpM como "el foro de cooperación más eficiente y con más facetas de la región".
En mayo de 2016, la declaración final de la duodécima sesión plenaria de la Asamblea Parlamentaria de la Unión por el Mediterráneo reconocía "la importancia del papel fundamental desempeñado por la UpM en la promoción de la cooperación y la integración regionales en la región mediterránea [...]".
En enero de 2017, con ocasión del segundo Foro Regional de la UpM en el que se congregaban los ministros de Asuntos Exteriores de los 43 Estados miembros, Federica Mogherini, alta representante de Asuntos Exteriores y Política de Seguridad de la Unión Europea y vicepresidenta de la Comisión Europea, declaró lo siguiente: "Nos hemos comprometido todos juntos a romper con este círculo que representan la falta de integración, las tensiones y los conflictos, y a invertir de forma coherente en un mayor diálogo político y en una mayor cooperación para la integración regional en campos de acción muy concretos a través de nuestra Unión por el Mediterráneo".
El tercer Foro Regional de la Unión por el Mediterráneo (UpM) se celebró en Barcelona el 8 de octubre de 2018 bajo el título “10 años: Construyendo juntos el futuro de la cooperación regional”. Consolidado como la reunión anual de los Ministros de Asuntos Exteriores de los Estados miembros de la UpM, el Foro brindó la oportunidad de establecer un enfoque de la situación actual de la cooperación regional en el área euromediterránea y sus perspectivas, así como para destacar dónde la UpM debe redoblar sus esfuerzos para enfrentar los desafíos actuales y futuros. Los ministros hicieron un balance de la implementación de la hoja de ruta de la UpM, aprobada hace un año, y se comprometieron a ampliar el impulso dado a la alianza Euromediterránea. Esta tercera edición del Foro Regional fue presidida por la Copresidencia de la UpM, asumida por Federica Mogherini, Alta Representante de la Unión Europea de Asuntos Exteriores y Política de Seguridad y vicepresidenta de la Comisión Europea, y Ayman Safadi, Ministro de Asuntos Exteriores de Jordania, y recibidos por Josep Borrell, Ministro de Asuntos Exteriores de España y Nasser Kamel, Secretario General de la UpM.

### Proyectos regionales
Mediante su proceso de aprobación, la UpM apoya proyectos que abordan los retos comunes de la región y con los que se puede lograr un impacto directo en las vidas de los ciudadanos y ciudadanas. La aprobación por parte de la UpM es un medio para garantizar un reconocimiento y una visibilidad a nivel regional para los proyectos seleccionados. Asimismo, logran acceso a una serie de oportunidades de financiación a través de la red de socios financieros de la UpM. 
El principal valor añadido de la UpM radica en la interrelación creada entre la dimensión política y su traducción operativa en proyectos concretos sobre el terreno, que a su vez sirven como sustento para definir políticas que resulten relevantes para la zona con un enfoque que engloba a múltiples actores clave. La adopción de proyectos sobre el terreno se rige por el principio de la geometría variable, que otorga un cierto grado de flexibilidad al permitir que un número reducido de países decidan si cooperar y participar en los proyectos de interés común con la aprobación del resto.
En diciembre de 2015, la UpM había aprobado un total de 37 proyectos. Para diciembre de 2017, eran más de 50 proyectos:

#### Desarrollo Humano
Después de un proceso de consulta con los actores clave, en 2013 la UpM lanzó una iniciativa regional (Med4Jobs) que definía las prioridades de intervención para la inserción laboral, los servicios de intermediación y la creación de empleo en la región. Dicha iniciativa dio pie al desarrollo de una serie de proyectos específicos.
Para 2015, el Secretariado General de la UpM había aprobado 13 proyectos con los que abordar los retos que suponen la inserción laboral de los jóvenes y el crecimiento inclusivo. En el marco del mandato político y de las prioridades expresadas en los diálogos regionales, dichos proyectos están dirigidos a unos 200 000 beneficiarios, sobre todo jóvenes, e involucran a más de 1000 pequeñas y medianas empresas privadas.
En el ámbito del empoderamiento de la mujer, la UpM también ha aprobado 10 proyectos que han beneficiado a más de 50 000 mujeres en la región euromediterránea y que cuentan con la participación de más de 1000 actores clave y con un presupuesto de más de 127 millones de euros.
El foco específico en la inserción laboral de los jóvenes y el empoderamiento de la mujer se halla en consonancia con el objetivo de la UpM de reforzar el capital humano en la región, lo cual representa una cuestión clave a la hora de lograr la estabilidad y la seguridad en la región. 
En julio de 2017, la UpM había aprobado 26 proyectos relacionados con el pilar de desarrollo humano en la región.

##### Desarrollo Empresarial
- Desarrollo del empleo juvenil y habilidades para el emprendimiento – Maharat Med
- Red de Emprendedores del Mediterráneo
- Promoción de la inclusión financiera mediante los servicios financieros móviles en los países del sur y el este del Mediterráneo
- Establecimiento de una plataforma regional para el desarrollo de las industrias y grupos culturales y creativos en el sur del Mediterráneo
- Generación Emprendedor
- EDILE – Desarrollo económico mediante empoderamiento inclusivo y local[70]
- EMIPO – EUROMED Invest Promotion & Observatory[71]
- EMDC – Centro Euromediterráneo para el Desarrollo de pymes
- Programa de pymes de Agadir – Desarrollo de la competitividad de las pymes y el comercio en los países miembros del Acuerdo de Agadir
- YouMatch – "Proyecto «caja de herramientas»": elaboración e implementación de una caja de herramientas basada en la demanda para lograr servicios el mercado de trabajo innovadores y orientados a los jóvenes en la región de Oriente Medio y el norte de África

##### Educación Superior E Investigación
- MedNC – Red Mediterránea Nueva Oportunidad
- HOMERe – Gran Oportunidad para la Selección de Directivos Mediterráneos
- Educación superior en materia de seguridad alimentaria y desarrollo rural
- Programas de máster de la EMUNI
- Tres áreas de programas de investigación de doctorado de la EMUNI
- Programa de Estudios de máster en Ciencias del Riesgo
- Universidad Euromediterránea de Fez[72]
- Escuela Internacional del Mediterráneo Oriental (EMIS)

##### Asuntos Sociales Y Civiles
- WOMED: la próxima generación de líderes
- CEED GROW: Desarrollo y crecimiento de las pymes
- Formación de ciudadanos responsables: fomento de la educación a la ciudadanía para evitar la violencia en los colegios, especialmente contras las niñas y las mujeres
- Desarrollo del empoderamiento de la mujer
- Habilidades para el éxito: habilidades para incrementar la inserción laboral de la mujer
- Mujeres jóvenes creadoras de empleo
- Promoción del empoderamiento de la mujer para un desarrollo industrial inclusivo y sostenible en la región de Oriente Medio y el norte de África[73]
- Women's Right to Health (Derecho de la mujer a la salud) – El Proyecto WoRTH[74]

#### Desarrollo Sostenible
En 2015, los 43 países integrantes de la UpM habían aprobado 14 proyectos entre los que se encontraba la limpieza del lago de Bizerta, en Túnez, la construcción de la planta de desalinización de Gaza y el desarrollo urbano integral de la ciudad de Imbaba.
En julio de 2017, la UpM había aprobado 21 proyectos relacionados con el pilar de desarrollo sostenible en la región. De dichos proyectos se espera que generen un gran impacto socioeconómico en toda la región, en cuestiones que abarcan la acción contra el cambio climático, las energías renovables, el transporte, el desarrollo urbano, el agua, la economía azul y el medio ambiente.

##### Transporte Y Desarrollo Urbano
- Proyecto de Sfax Taparura de la UPFI
- Plan de Desarrollo del Valle de Bu Regreg
- Proyecto de Mejora Urbana de Imbaba
- Red ferroviaria de Jordania
- Finalización del tramo central de la Autopista Transmagrebí
- Actividades de formación LOGISMED
- Autopistas del Mar (MoS) – Proyecto Turquía-Italia-Túnez[76]
- Implementación de MoS OPTIMED – Hacia un nuevo corredor mediterráneo: de los puertos del sudeste a los del noroeste
- Proyecto UPFI de regeneración urbana de múltiples infraestructuras en Jericó
- Proyecto de gestión integral de residuos urbanos de Esmirna

##### Energía Y Acción Por El Clima
- Parque Eólico de Tafila
- Universidad UpM de la Energía de Schneider Electric[77]
- Marco de Energías Renovables Privadas de la Región Sur y Este del Mediterráneo - SPREF

##### Agua Y Medio Ambiente
- Programa de Fomento de las Capacidades en materia de Integridad del sector del Agua en Oriente Medio y el norte de África
- BlueGreen Med-CS
- Med ReSCP - Post-Rio+20: promoción de la adopción de pautas de consumo y producción sostenibles y aprovechamiento eficiente de recursos en la región mediterránea
- Hacia una Plataforma de Conocimiento sobre el Agua en el Mediterráneo
- Programa integrado para la protección del lago de Bizerta frente a la contaminación
- Gobernanza y financiación para el sector del agua en el Mediterráneo
- Proyecto de la "Planta de desalinización para la Franja de Gaza"
- "Cazadores de Plásticos" para un Mediterráneo libre de residuos[78]

## Instituciones

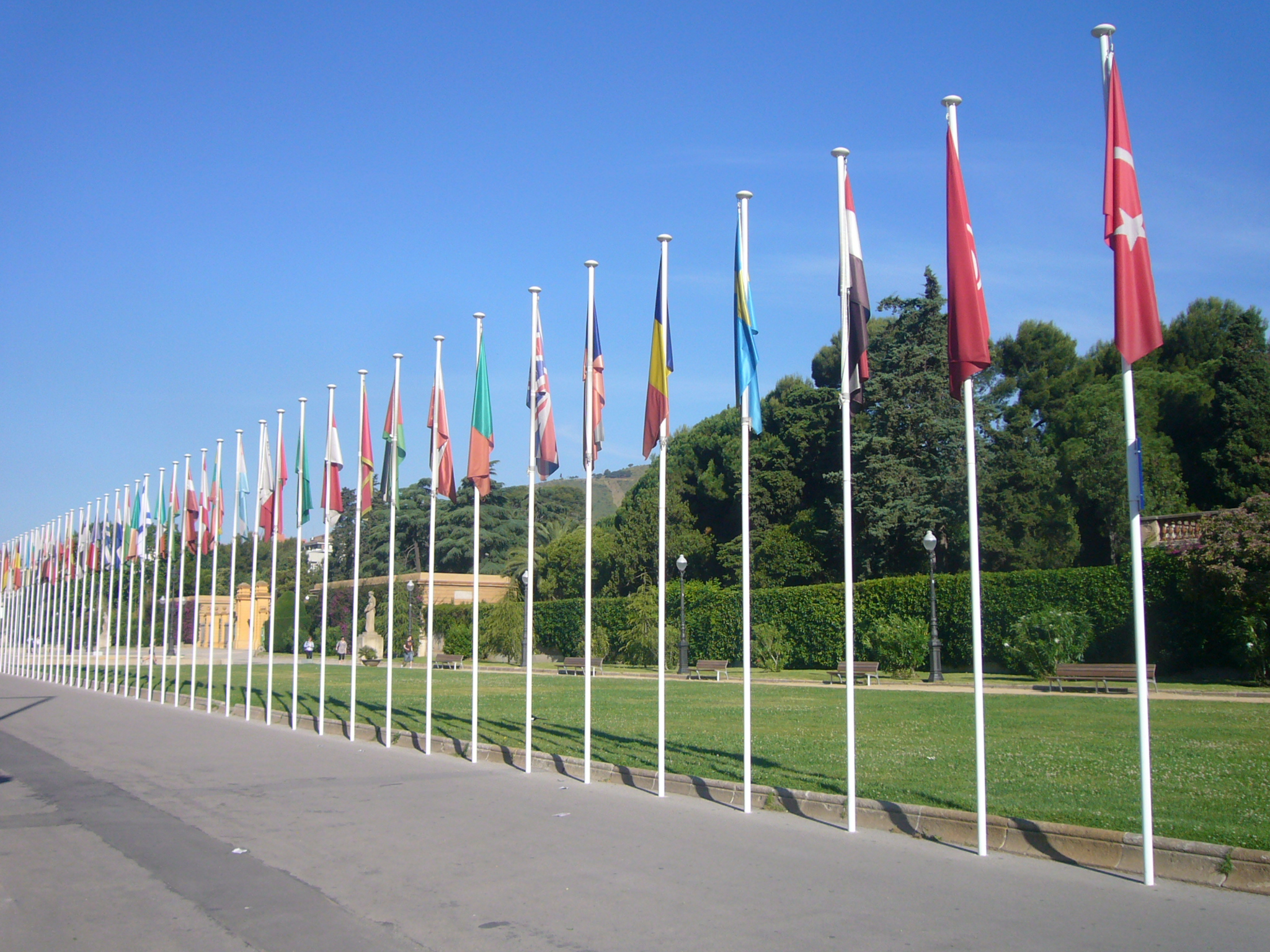
Banderas de los Estados miembros de la UpM, situadas en la entrada del Palacio Real de Pedralbes, en Barcelona.

A diferencia del Proceso de Barcelona, una de las principales innovaciones que manan de la Unión por el Mediterráneo es su arquitectura institucional. En la Cumbre de París se acordó dotar a la Unión de una serie de instituciones que permitieran mejorar el nivel político de sus relaciones, promover una mayor coapropiación de la iniciativa por parte de los países de la UE y los países socios del Mediterráneo, y aumentar la visibilidad del Partenariado Euromediterráneo.

### Sistema de copresidencia norte y sur
Con el fin de garantizar la coapropiación de la Unión por el Mediterráneo, los jefes de Estado y de Gobierno acordaron en París que dos países presidirían conjuntamente la Unión por el Mediterráneo, y que uno de ellos sería de la UE y el otro, uno de los países socios del Mediterráneo. Los 27 se mostraron de acuerdo con que la copresidencia de la UE tenía que ser "compatible con la representación exterior de la Unión Europea en consonancia con las provisiones de los tratados en vigor". Los países socios del Mediterráneo optaron por elegir entre sí y siempre por consenso el país que ocuparía la copresidencia por un periodo no renovable de dos años".
De 2008 a 2012, la primera copresidencia de la UpM fue ejercida por Francia y Egipto.
En 2012, el Secretariado General anunció que Jordania y la Unión Europea sustituirían en el cargo a Egipto y Francia, respectivamente. El traspaso, que tuvo lugar en septiembre de 2012, fue decidido en una reunión de los altos representantes de la organización celebrada el 28 de junio en Barcelona.
| Presidencia costa norte                 | Presidencia costa sur                  |
| --------------------------------------- | -------------------------------------- |
| Francia (julio de 2008 - marzo de 2012) | Egipto (julio de 2008 - junio de 2012) |
| Unión Europea (marzo de 2012 - )        | Jordania (junio de 2012 - )            |

### Reunión de representantes de alto nivel de la UpM
Las reuniones de altos funcionarios de la UpM, constituidas por embajadores y altos funcionarios de Asuntos Exteriores nombrados de forma individual por los 42 países de la UpM, se celebran varias veces al año a intervalos regulares y tienen lugar en la sede del Secretariado General de la UpM, en Barcelona, o bien en uno de los países integrantes de la organización. Tienen la función de servir de espacio para debatir cuestiones regionales, guiar las políticas y las actuaciones de la organización, y aprobar los proyectos presentados. Cada país tiene igual peso en las votaciones y todas las decisiones se toman por consenso. Junto con estas reuniones, la UpM celebra otras, entre las que cabe destacar las reuniones ministeriales, que definen la agenda mediterránea sobre cuestiones específicas como pueden ser el medio ambiente y el cambio climático, la economía digital, el papel de la mujer en la sociedad, el transporte o la industria.

### El Secretariado General
El Secretariado General de la Unión por el Mediterráneo se inauguró el 4 de marzo de 2010 en una ceremonia oficial que tuvo lugar en Barcelona.
La función del Secretariado General permanente consiste en proporcionar un seguimiento operativo de las reuniones ministeriales sectoriales, identificando y supervisando la implementación de proyectos concretos para la región euromediterránea, buscando socios que financien dichos proyectos y coordinando las diversas plataformas de diálogo.
En la Conferencia de Marsella celebrada en noviembre de 2008, los ministros euromediterráneos de Asuntos Exteriores acordaron que la sede del Secretariado General fuese el Palacio Real de Pedralbes, situado en Barcelona. Asimismo, fijaron la estructura de esta nueva institución fundamental y los países de origen de sus primeros miembros:
- El secretario general se elige por consenso y debe ser originario de un país que no pertenezca a la UE. Su cargo dura tres años, si bien puede prorrogarse otros tres.[6] El primer secretario general fue Ahmad Khalaf Masa'deh, antiguo embajador de Jordania ante la UE, Bélgica, Noruega y Luxemburgo, además de ministro de Reforma del Sector Público de dicho país de 2004 a 2005. Tras un año asumiendo sus funciones,[82] renunció al cargo, que fue ocupado por el diplomático marroquí Youssef[83] Amrani en julio de 2011. Cuando este fue nombrado viceministro de Asuntos Exteriores por el Gobierno de Benkirane, fue sustituido en el cargo de Secretario General por Fathallah Sijilmassi hasta febrero de 2018. En junio de 2018, el embajador egipcio Nasser Kamel asume el cargo de secretario general de la UpM.
- Con el objetivo de mejorar la coapropiación del Partenariado Euromediterráneo, se asignaron seis cargos de vicesecretarios generales: tres a países de la UE y tres de entre los socios mediterráneos. Durante el primer mandato de tres años (prorrogable a tres años más), los vicesecretarios generales fueron:[84]

1. Panagiotis Roumeliotis (Grecia) – División de Energía;
2. Ilan Chet (Israel) – División de Educación Superior e Investigación;
3. Lino Cardarelli (Italia) – División de Desarrollo Empresarial;
4. Emb. Celia Attard Pirotta (Malta) – División de Asuntos Sociales y Civiles;
5. Rafiq Husseini (Palestina) – División de Agua y Medio Ambiente;
6. Emb. Yigit Alpogan (Turquía) – División de Transporte y Desarrollo Urbano.

El Secretariado General de la Unión por el Mediterráneo se inauguró en marzo de 2010 en una ceremonia oficial que tuvo lugar en Barcelona.
A fecha de 2017, el Secretariado General de la UpM cuenta con una plantilla de 60 personas de más de 20 nacionalidades, incluyendo la presencia permanente de altos funcionarios adscritos a la Comisión Europea, el BEI, el BERD y la CDC.]

## Otras organizaciones e instituciones euro-mediterráneas

### Asamblea Parlamentaria Euromediterránea
La Asamblea Parlamentaria Euromediterránea (APEM) no es una institución nueva en el marco del Partenariado Euromediterráneo. Se fundó en Nápoles el 3 de diciembre de 2003 a instancias de los ministros euromediterráneos de Asuntos Exteriores y celebró su primera sesión plenaria en Atenas los días 22 y 23 de marzo de 2004. La APEM congrega a parlamentarios de los países euromediterráneos y dispone de cuatro comisiones permanentes que abordan las siguientes cuestiones:
·        Asuntos políticos, seguridad y derechos humanos
·        Asuntos económicos, financieros y sociales y educación
·        Promoción de la calidad de vida, intercambios humanos y cultura
·        Derechos de la mujer en los países euromediterráneos
La APEM también dispone de una comisión ad hoc sobre energía y medio ambiente. Desde el lanzamiento de la Unión por el Mediterráneo, la APEM ha visto reforzado su papel al ser considerada "la expresión parlamentaria legítima de la Unión".

### Asamblea Regional y Local Euromediterránea
En la Conferencia Euromediterránea de Asuntos Exteriores celebrada en noviembre de 2008 en Marsella, los ministros asistentes aplaudieron la propuesta del Comité Europeo de las Regiones de establecer una Asamblea Regional y Local Euromediterránea (ARLEM). El objetivo de dicha institución es servir de puente entre los representantes locales y regionales de los 43 países y la Unión y las instituciones de la UE.
Los participantes de la UE son miembros del Comité Europeo de las Regiones, además de representantes de otras instituciones de la UE relacionadas con el Partenariado Euromediterráneo. En lo que respecta a los participantes provenientes de los países socios del Mediterráneo, estos son representantes de las autoridades locales y regionales nombrados por sus respectivos gobiernos nacionales. La ARLEM se fundó oficialmente y celebró su primera sesión plenaria el 31 de enero de 2010 en Barcelona. La copresidencia de la ARLEM la ostentan Luc Van den Brande, presidente del Comité Europeo de las Regiones, y Mohammed Boudra, alcalde de la localidad marroquí de Alhucemas.

### La Fundación Anna Lindh
La Fundación Anna Lindh para el Diálogo entre Culturas, con sede en Alejandría, en Egipto, fue fundada en abril de 2005. Se trata de una red de organizaciones de la sociedad civil provenientes de los países euromediterráneos que pretende promover el diálogo intercultural y la comprensión mutua.
En la Cumbre de París, se acordó que la Fundación Anna Lindh, así como la Alianza de Civilizaciones de Naciones Unidas, se encargaran de la dimensión cultural de la Unión por el Mediterráneo.
En septiembre de 2010, la Fundación Anna Lindh publicó un informe titulado "Tendencias Interculturales Euromediterráneas 2010" sobre las percepciones mutuas y la visibilidad de la Unión por el Mediterráneo en la región, basado en una encuesta pública realizada por Gallup en la que participaron unas 13 000 personas de los países miembros de la Unión por el Mediterráneo.

### Asociaciones con otras organizaciones e instituciones euromediterráneas
En tanto que plataforma de diálogo y cooperación, la Unión por el Mediterráneo entabla asociaciones estratégicas con organizaciones de carácter global, regional y subregional. 
En los últimos años, la UpM ha estrechado sus lazos con actores clave mediante la firma de diversos memorandos de entendimiento: 
- CIHEAM (Centro Internacional de Estudios Superiores sobre Agronomía Mediterránea) – 8 de enero de 2015
- CESE (Comité Económico y Social Europeo) – 13 de enero de 2015
- Ministerio de Economía y Competitividad de España – 26 de enero de 2015
- AFAEMME (Asociación de Federaciones y Asociaciones de Empresarias del Mediterráneo) – 11 de febrero de 2015
- Agencia para la cooperación internacional y el desarrollo local en el Mediterráneo – 16 de febrero de 2015
- Universidad Británica de Egipto – 14 de marzo de 2015
- Universidad EMUNI (Universidad Euromediterránea) – 8 de abril de 2015
- IRU (Unión Internacional de Transportes por Carretera) – 10 de abril de 2015
- IPEMED (Instituto de Perspectivas Económicas del Mundo Mediterráneo) – 4 de mayo de 2015
- ONUDI – 22 de mayo de 2015
- BUSINESSMED – 9 de junio de 2015
- BSEC (Organización de Cooperación Económica del Mar Negro) – 18 de junio de 2015
- UNESCO – 14 de octubre de 2015
- CETMO (Centro de Estudios de Transporte para el Mediterráneo Occidental) – 26 de noviembre de 2015
- Secretaría de la Carta de la Energía – 26 de noviembre de 2015
- Universidad EMUNI – 1 de febrero de 2016
- Agencia Internacional de la Energía – 17 de febrero de 2016
- Service de la Coopération Marocaine – 8 de marzo de 2016
- ONU-HABITAT – 5 de abril de 2016
- Conseil de la Région Tangier-Tétouan-Al Hoceima – 22 de junio de 2016
- Ministerio de Asuntos Exteriores y Cooperación de España – 29 de julio de 2016
- Red de Inversión ANIMA – 7 de septiembre de 2016
- Groupe interacadémique pour le développement – 29 de septiembre de 2016
- IEMed (Instituto Europeo del Mediterráneo) – 20 de enero de 2017
- SIDA (Agencia Sueca de Cooperación Internacional para el Desarrollo) – 23 de enero de 2017
- Oficina de las Naciones Unidas para la Cooperación Sur-Sur – 24 de enero de 2017
- Fundación Mujeres por África – 24 de enero de 2017
- Unidad Técnica de Agadir – 24 de enero de 2017
- Secretariado Permanente de la REMOC – 10 de marzo de 2017
- Universidad EMUNI – 14 de marzo de 2017
- Konrad Adenauer Stiftung – 10 de abril de 2017
- World Alliance for Efficient Solutions – 24 de mayo de 2017
- RSDS Mediterráneo – 1 de junio de 2017
- Instituto Mediterráneo del Agua – 8 de junio de 2017
- Universidad Euromediterránea de Fez – 20 de junio de 2017
- IEMed – 20 de julio de 2017